# Stövertjärnen, Västerbotten
Stövertjärn är en sjö i Skellefteå kommun i Västerbotten och ingår i Åbyälvens huvudavrinningsområde. Sjön har en area på 0,0387 kvadratkilometer och ligger 81 meter över havet.

## Delavrinningsområde
Stövertjärn ingår i det delavrinningsområde (723514-174837) som SMHI kallar för Ovan Tvärån. Medelhöjden är 87 meter över havet och ytan är 21,82 kvadratkilometer. Räknas de 83 avrinningsområdena uppströms in blir den ackumulerade arean 1 083,35 kvadratkilometer. Avrinningsområdets utflöde Åbyälven mynnar i havet. Avrinningsområdet består mestadels av skog (58 procent) och sankmarker (24 procent). Avrinningsområdet har 0,23 kvadratkilometer vattenytor vilket ger det en sjöprocent på 1,1 procent.